# ジョセフ・ヤング
ジョセフ・M・ヤング（英語: Joseph M. Young, 1964年 - ）は、アメリカ合衆国の外交官。2019年から2021年まで駐日アメリカ合衆国臨時代理大使を務めた。普天間問題において、アメリカ側の責任者の一人として活動した。2025年2月9日から4月18日まで再度駐日臨時代理大使を務めた。

## 生い立ち
1982年8月から1986年5月までパヴィア大学ボッロメオ学院で学び、古典の学士号を取得。1989年8月から1991年5月までジョージタウン大学で学び、外交学の修士号を取得。

## 外交経歴
1991年にアメリカ合衆国国務省に入省。1991年12月から1993年12月まで在シンガポール大使館で領事部に勤務。1994年1月から1994年7月まで外務職員局所属となり、ワシントンD.C.でスワヒリ語研修を受講。1994年8月から1996年8月までケニアの在ナイロビ大使館で政治部に勤務。
1996年8月から1997年6月まで外務職員局所属で、ワシントンD.C.で経済研究員として勤務。1997年8月から1999年6月まで外務職員局所属で、ワシントンD.C.および中国の北京で中国語研修を受講。1999年7月から2002年7月まで中国の在北京大使館で経済部に勤務、当時は中国語の名前「楊舟」（ヤン・ゾウ）を付ける。2002年8月から2004年6月まで国務省経済・エネルギー・実業局で航空交渉部に勤務。
2004年7月から2007年7月までアイルランドの在ダブリン大使館で政治経済課長。2007年8月から2009年6月まで外務職員局所属で、ワシントンD.C.および日本の横浜で日本語研修を受講。2009年7月から2012年6月まで日本の在東京大使館で政治軍事課長。2012年8月からアメリカ太平洋軍外交政策次席顧問。2014年8月から国務省東アジア・太平洋局日本部長。
2017年8月から在日米国大使館首席公使。
2019年7月にウィリアム・F・ハガティ駐日アメリカ合衆国大使が退任してアメリカ合衆国本国へ帰国したことにより、駐日臨時代理大使を務める。
2019年10月22日、皇居正殿松の間で今上天皇の即位礼正殿の儀が執り行われ、イレーン・チャオ運輸長官と共に参列した。
2021年6月17日、臨時代理大使としての任務を満了して日本を発った。
2025年2月9日、前任のラーム・エマニュエル離任後空席だった駐日アメリカ合衆国大使に臨時代理大使として再度就任した。